# Дуб скальный
Дуб ска́льный (лат. Quércus pétraea) — дерево, вид рода Дуб (Quercus) семейства Буковые (Fagaceae), произрастающий в странах Европы и в Анатолии. Является одним из национальных символов Уэльса, где его также называют Уэльским дубом.

## Биологическое описание

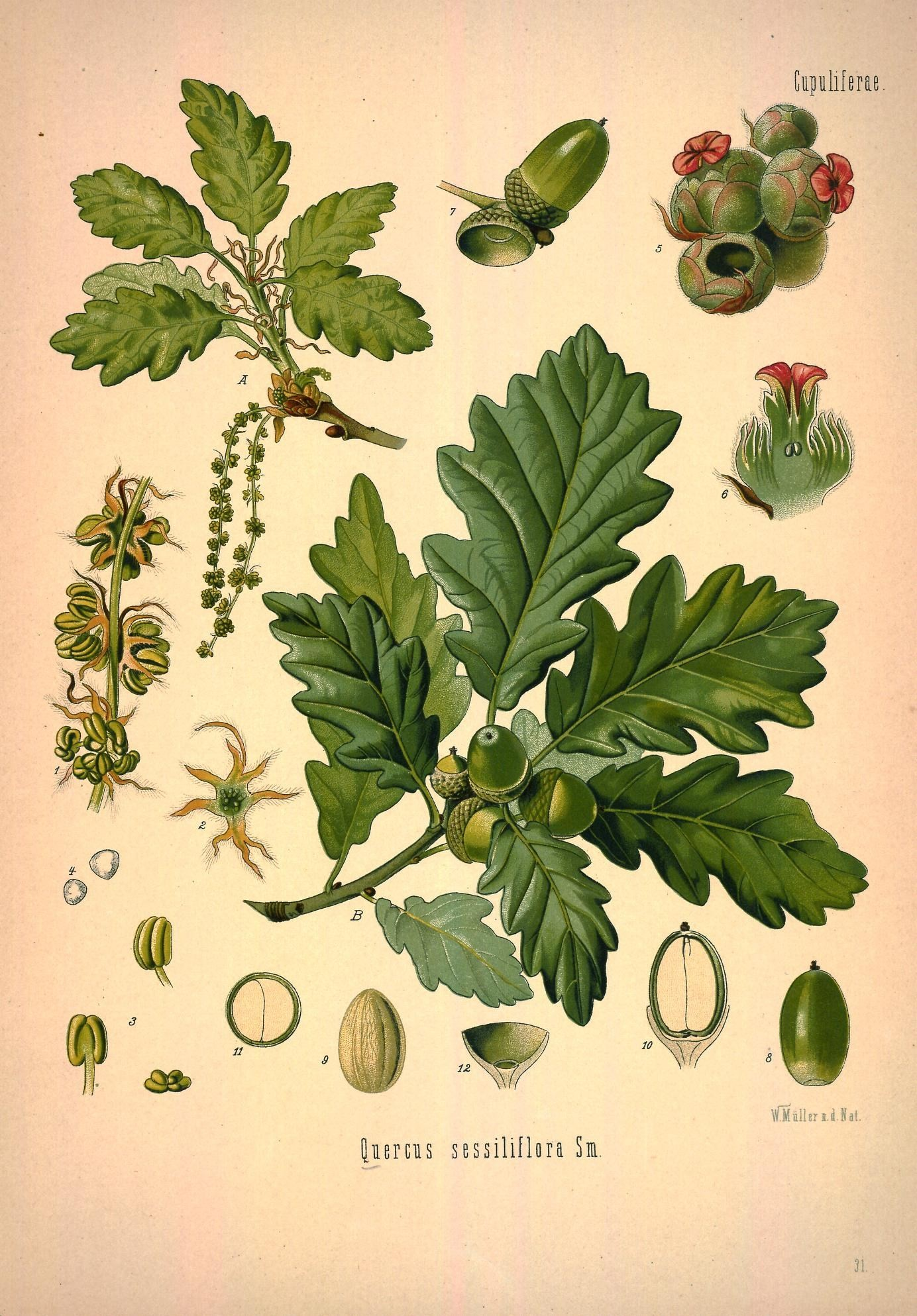

Дуб скальный — большое листопадное дерево 20 — (30) 40 м высотой, со стволом, одетым такой же корой, как и у дуба черешчатого, и с такой же мощной шатровидной кроной.
Эколог Ю. Н. Попа (2011), указывает, что у дуба скального корневая система с несколькими стержневыми корнями, проникающими, в зависимости от почвенно-гидрологических условий, на глубину от 0,01 м на каменистой поверхности до 38 м на серой лесной глубоко дренированной почве, что позволяет лучше адаптироваться к условиям по сравнению с дубом черешчатым, имеющим обычно один чётко выраженный стержневой корень.
Побеги и веточки голые, равномерно олиственные.
Почки 0,5—1,5 см длиной, удлинённые или округло-овальные, с реснитчатыми по краю чешуями.

### Листья
Черешки 1—2,5 см длиной. Листья (7)8—12(14) см длиной и (3,5)6—7(8) см шириной, глубоко и неправильно лопастные, сверху голые, ярко-зелёные, снизу более бледные, почти голые или с тонким опушением и с более длинными волосинками по жилкам, с закруглённым или более-менее клиновидным основанием, на конце с удлинённой тупой лопастью, по бокам с пятью — семью парами цельнокрайных или иногда крупнозубчатых, удлинённых, тупых, неравных и наиболее длинных в средней части пластинки лопастей, углубления между ними равны 1⁄4—1⁄5 или больше ширины пластинки. Боковые жилки более-менее изогнуты, между собой значительно удалены и не параллельные, кроме жилок, направленных в лопасти, есть жилки, направленные в углубления между лопастями; промежуточных жилок, идущих в выемки 1—2, главным образом в нижней части листовой пластинки. Прилистники скоро опадающие.
У подвида Дуб грузинский листья неглубоко и коротко лопастные с прямыми или дугообразно изогнутыми параллельными между собой боковыми жилками, направленными в лопасти; жилок, направленных в углубления между лопастями, нет или они слабее выражены только в нижней части пластинки. Прилистники у верхушечных почек долго неопадающие.

### Цветки и плоды
Пестичные цветки и жёлуди по два — три, сидячие или на коротких плодоножках не длиннее черешка. Цветки мелкие, собранные в свисающие серёжки, появляются весной.
Плод — жёлудь (1,5)2—3(3,5) см длиной и 1—2 см шириной, окружён чашеобразную деревянистую плюску на 1⁄2—1⁄3 длины, созревает в течение шести месяцев; плюска около 1 см высотой и 1,5 см в диаметре, с почти плоскими или немного вздутыми треугольно-ланцетными, серо-опушёнными чешуями, вытянутыми в буроватый кончик.
|                                                                  |  |  |  |
| Слева направо: ствол, почки, тычиночные серёжки, листья и жёлуди |  |  |  |

## Распространение

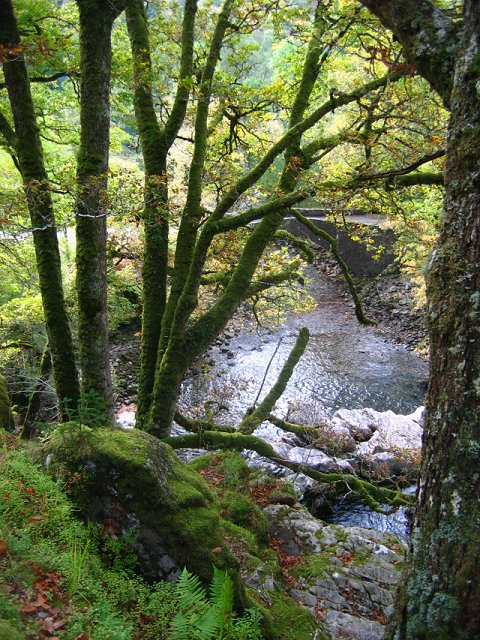
Лес из дуба скального, Ахнакарри, Хайленд, Шотландия

- Северная Европа: Дания, Ирландия, Норвегия (юг), Швеция (юг), Великобритания;
- Западная Европа: Бельгия, Нидерланды, Швейцария;
- Центральная Европа: Австрия, Чехия, Словакия, Германия, Венгрия, Польша, Словакия;
- Восточная Европа: Молдавия, Украина, Крым;
- Южная Европа: Албания, Босния и Герцеговина, Болгария, Хорватия, Италия, включая Сицилию, Республика Македония, Черногория, Румыния, Сербия, Словения, Франция, включая Корсику, Испания (север);
- Кавказ: Азербайджан, Грузия, Предкавказье, Дагестан, Краснодарский край, Адыгея;
- Западная Азия: Иран (север), Сирия, Турция[1].

Область распространения указывается также для Литвы; ареал тянется от Западной Украины на восток до верхнего Буга, среднего течения Днепра и Прута, включает Северный Крым и Северный Кавказ; в Западной Европе от Южной Норвегии и Южной Швеции до северной части Балканского полуострова, севера Италии, юга Франции и севера Испании.
Образует леса на свежих почвах, преимущественно на склонах гор; на юге поднимается до 1800 м над уровнем моря. Является важной лесообразующей породой на Северном Кавказе, на западе Украины, в Западной Европе в пределах своего ареала. В Крыму и на Кавказе часто растёт на сухих южных склонах, на горных породах, содержащих известь; на Северном Кавказе выходит на скалы и сухие плато; в Северном Крыму контактирует со степями. Менее требователен к богатству и влажности почвы, чем дуб черешчатый. На сухих почвах образует чистые древостои или с небольшой примесью береста, клёна полевого, иногда с густым ярусом грабинника; в подлеске нередки скумпия, кизил, боярышник и бирючина; на сухих кислых почвах на Кавказе в подлеске азалея, на более глубоких почвах характерна примесь ясеня, клёна остролистного и гирканского, близ ручьёв — подлесок из кизила. В качестве примеси встречается в лесах с господством граба, каштана и бука.
Дуб грузинский встречается Западном, Южном и Восточном Закавказье, в Талышских горах, на Северном Кавказе (бассейны рек Белая и Большая Лаба), в Северной Анатолии (по берегу Чёрного моря на запад до Трапезунда, по южному склону Понтийского хребта), в Северном Иране. Образует обширные леса на южных склонах гор и возвышенностей, на высоте до 1100—1200 м над уровнем моря, в Закавказье является наиболее обычной деревообразующей породой.
Внесён в Красные книги Белоруссии, Украины и Закарпатской области.

## Использование
Давно введён в культуру, встречается в парках Украины, в Крыму, на Апшероне, в Таллине, Тарту, Риге. В Средней Азии растёт только при поливе. Дуб грузинский введён в культуру в начале XVIII века Никитским ботаническим садом, растёт под Пятигорском, в Таллине и Тарту, дикорастущие экземпляры этого подвида дуба часто встречаются в парковых насаждениях Закавказья.
Древесина этого дерева с удельным весом 0,65—0,75, мягче, чем у дуба черешчатого, поэтому легче поддаётся столярной обработке, используется для изготовления строительных материалов и винных бочек. В коре содержится до 16 % дубильных веществ, она также, как и отходы древесины и галлы, используется в дубильном производстве.

## Классификация

### Подвиды
В пределах вида выделяются четыре подвида:
- Quercus petraea subsp. huguetiana Franco & G.López — Северная Испания
- Quercus petraea subsp. iberica (Steven ex M.Bieb.) Krassiln. [syn.  Quercus iberica Steven ex M.Bieb.] — Дуб грузинский; от Словакии до Балканского полуострова, Турция, Крым, Северный Кавказ, Закавказье, Северный Иран
- Quercus petraea subsp. petraea — Европа, Северо-Западная Турция
- Quercus petraea subsp. pinnatiloba (K.Koch) Menitsky — Южная, Западная и Юго-Западная Турция, Сирия